# Pernilla Lindh
Pernilla Lindh, född 8 oktober 1945, är en svensk jurist. Hon var domare vid Europeiska unionens domstol 2006–2011 och innan dess vid Förstainstansrätten (nuvarande tribunalen) 1995–2006. Hon utbildades i juridik vid Lunds universitet. 
Lindh förordnades som hovrättsassessor i Svea hovrätt 1981. Samma år började hon att arbeta i dåvarande Handelsdepartementet. Hon utnämndes med tiden till departementsråd och därefter rättschef och ambassadör i Utrikesdepartementet. Lindh har även varit vice ordförande i Marknadsdomstolen.